# Władcy Benewentu
Lista władców Benewentu

## Hrabiowie Benewentu
- 571–591 Zotto
- 591–641 Arechis I
- 641–646 Aiulf I
- 646–651 Radoald
- 651–662 Grimoald I, także król Longobardów
- 662–677 Romuald I
- 677–680 Grimoald II
- 680–706 Gisulf I
- 706–732 Romuald II
- 732–733 Adelais
- 733–740 Grzegorz
- 740–743 Gotszalk
- 743–749 Gisulf II
- 749–758 Liutprand
- 758–774 Arechis II

## Książęta Benewentu
- 774–787 Arechis II
- 787–806 Grimoald III
- 806–817 Grimoald IV
- 817–832 Sico I
- 832–839 Sicard
- 839–851 Radelchis I
- 851–854 Radelgar
- 854–878 Adelchis
- 878–881 Waifer
- 881–884 Radelchis II (uzurpator)
- 884–890 Aiulf II
- 890–891 Orso
  - 891-895 Do Bizancjum
- 895–897 Guy 
  - 897 Peter (regent)
- 897–900 Radelchis II (ponownie)
- 900–910 Atenulf I
- 910–943 Landulf I (koregent od 901)
  - 911–940 Atenulf II (koregent)
  - 933–943 Atenulf III Carinola (koregent)
- 943–961 Landulf II Rudy (koregent od 940)
- 961–968 Landulf III (koregent od 959)
- 968–981 Pandulf I Żelazna Głowa (koregent od 943)
  - 968–981 Landulf IV (koregent)
- 981–1014 Pandulf II
- 1014–1033 Landulf V (korgent od 987)
- 1033–1053 Pandulf III (koregent od 1012)
  - 1038–1053 Landulf VI (koregent)

## Książęta Benewentu pod zwierzchnią władząpapieża
- 1053–1054 Rudolf (proboszcz)
- 1054–1059 Pandulf III (ponownie)
- 1059–1077 Landulf VI (koregent od 1054)
- 1056–1074 Pandulf IV

## NormańscyKsiążęta Benewentu
- 1078–1081 Robert Guiscard

## Książę Benewentu
- 1806–1815 Charles-Maurice de Talleyrand-Périgord